# Fågelfotsklöver
Fågelfotsklöver (Trifolium ornithopodioides) är en ärtväxtart som först beskrevs av Carl von Linné, och fick sitt nu gällande namn av James Edward Smith. Enligt Catalogue of Life ingår Fågelfotsklöver i släktet klövrar och familjen ärtväxter, men enligt Dyntaxa är tillhörigheten istället släktet klövrar och familjen ärtväxter. Arten har ej påträffats i Sverige. Inga underarter finns listade i Catalogue of Life.